# أرماند جان فرانسوا
أرماند جان فرانسوا (بالفرنسية: Armand Jean-François)‏ هو سياسي فرنسي، ولد في 7 مارس 1874 في غران-بور في فرنسا، وتوفي في 22 سبتمبر 1938 في باس-تير في فرنسا. حزبياً، نشط في الحزب الراديكالي. وقد انتخب عضو المجلس العام ‏ وانتخب رئيس بلدية ‏ وانتخب نائب فرنسي.